# Rudolf Paul
Rudolf Paul (Gera, 1893. július 30. – Frankfurt am Main, 1978. február 28.) német politikus és ügyvéd. Berlinben és Lipcsében tanult jogot, majd Gera városában dolgozott jogászként. 1933-as megszüntetéséig a DDP tagja volt. A náci rezsim idejében nem folytathatta munkáját. 1945. május 7-én az amerikai városfelügyelő kinevezte Gera polgármesterének. Miután Türingia szovjet kézbe került, 1945. július 16-án kinevezték az állam miniszterelnökének. 1946-ban lett a SED tagja. 1947. elején az amerikai zónába (NSZK) menekült.